# Thảm họa đập Brumadinho
Thảm họa đập Brumadinho xảy ra vào ngày 25 tháng 1 năm 2019, khi một đập chất thải tại mỏ quặng sắt ở Brumadinho, Minas Gerais, Brazil, đã vỡ. Con đập thuộc sở hữu của Vale, cùng một công ty có liên quan đến thảm họa đập Bento Coleues năm 2015. Đập Barragem I, được vận hành bởi công ty khai thác mỏ Vale S.A., đã giải phóng một dòng chảy bùn đã phát triển trên các ngôi nhà ở khu vực nông thôn gần thành phố.

## Sự cố

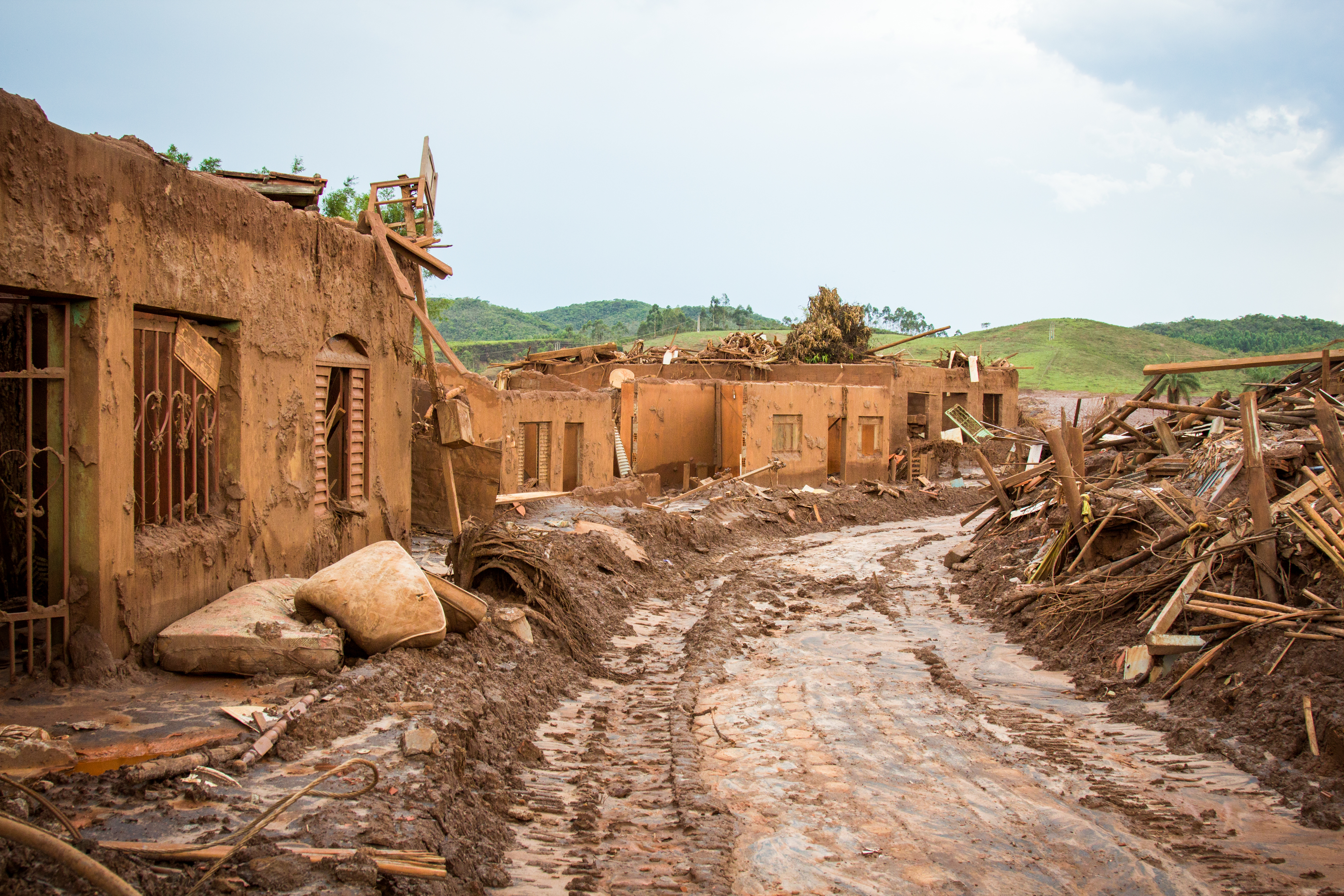
Làng Bento Coleues ngay sau thảm họa đập Bento Rodrigues tương tự năm 2015

Vụ sập xảy ra vào giờ ăn trưa và bùn rơi xuống khu vực hành chính của mỏ nơi hàng trăm nhân viên đang dùng bữa. 40 người được tìm thấy đã chết và tính đến ngày 26 tháng 1 năm 2019, ít nhất 300 người khác bị mất tích, đó là 200 công nhân tại đập và 100 người ở các làng và tòa nhà gần đó.

### Điều tra và phạt tiền
Bộ phận chịu trách nhiệm kiểm tra các hoạt động khai thác tại Minas Gerais tại thời điểm xảy ra vụ tai nạn ở Mariani vào tháng 11 năm 2015 đã bị đe dọa với việc sa thải 40% nhân viên toàn thời gian khác trong hai năm tới. Sự đột phá của con đập ở Brumadinho xảy ra ba năm sau thảm họa ở Mariani. Một ngày sau khi phá vỡ con đập ở Brumadinho, IBAMA đã tuyên bố phạt tiền 250 triệu reais cho Vale.
Các chuyên gia nói rằng Brazil phải chịu đựng vì cấu trúc điều chỉnh yếu kém và lỗ hổng trong luật pháp điều chỉnh, dẫn đến sự trừng phạt của những người ra quyết định. Trong ba năm đã trôi qua kể từ vụ tai nạn ở Mariani, các công ty chịu trách nhiệm cho thảm họa môi trường chỉ phải trả 3,4% số tiền phạt từ các giải thưởng trị giá 785 triệu rea.

### Bối cảnh gần đây
Vào tháng 11 năm 2018, Hội đồng quản trị của Công viên tiểu bang Rola-Moça, là một hội đồng tương đương tư vấn và không cố ý, đã được tư vấn về tính liên tục của quy trình cấp phép môi trường mở ra khả năng khai thác trong vùng đệm của Công viên. Mười trong số 22 ủy viên hội đồng đã bỏ phiếu để tiếp tục các hoạt động của mỏ Córrego do Feijão, đã bị đóng cửa, cùng với việc loại bỏ đập chất thải. Có ba phiếu chống và một phiếu trắng. Các cơ quan bảo vệ môi trường và cư dân cộng đồng đã phản đối việc mở rộng khai thác, giúp tăng 88% công suất khai thác quặng vào năm 2032. Diễn đàn Xã hội Dân sự Quốc gia về Quản lý Đầu nguồn (Fonasc) đã tìm thấy một loạt sự không nhất quán trong quá trình cấp phép. Thay vì có các giấy phép, cài đặt và vận hành trước đó (mô hình LAT hoặc ba pha), Vale đã có được cái gọi là giấy phép LAC1, thông qua quyết định của Chính phủ Minas Gerais, đảm bảo rằng các dự án khai thác quy mô lớn trước lớp 6, được phân loại là lớp 4, có thủ tục đơn giản hơn nhiều. Ngoài việc giảm thiểu tác động, yêu cầu của người khai thác còn có các vấn đề kỹ thuật như thực tế là Nghiên cứu tác động môi trường (EIA) được đưa ra tại phiên điều trần công khai không có sự phân định chính xác Khu vực ảnh hưởng trực tiếp (AID). Việc mở rộng dự án cũng bao gồm việc ngăn chặn thảm thực vật trong Khu bảo tồn vĩnh viễn (APP) được Chính phủ Nhà nước coi là khu vực ưu tiên để bảo tồn đa dạng sinh học, nằm trong vùng đệm của Công viên bang Rola-Moça. Vào ngày 11 tháng 12, Vale đã được Hội đồng Chính sách môi trường (Copam), Ban thư ký môi trường và phát triển bền vững (Semad) cấp giấy phép, cho phép công ty tăng năng lực sản xuất của mỏ Jangada và của Mỏ Córrego do Feijão, từ 10,6 triệu tấn hiện tại mỗi năm đến 17 triệu tấn mỗi năm. Vào ngày 10 tháng 1 năm 2019, Hiệp hội Cộng đồng Jangada đã đệ đơn kháng cáo lên chính quyền tiểu bang để hủy bỏ giấy phép.
Tổng thống mới nhậm chức, Jair Bolsonaro, đã tuyên bố trong chiến dịch tranh cử tổng thống năm 2018 về các thay đổi trong luật môi trường và linh hoạt hóa ngành, quan liêu hóa các quy trình cấp phép, cũng như cải cách bộ trưởng với khả năng tuyệt chủng của Bộ Môi trường. "Tôi muốn hợp nhất các bộ nông nghiệp và môi trường. Không thể có chủ nghĩa môi trường Shi'ite ở Brazil." Gần đây Ibama đã trải qua một cuộc trao đổi của các tổng thống, kể từ khi cựu chủ tịch của viện, Suely Araujo, đã từ chức sau khi chính quyền Bolsonaro đặt câu hỏi về thỏa thuận cho thuê xe tải.
Vài ngày trước khi đập vỡ ở Brumadinho, Tổng thống Jair Bolsonaro, trong địa chỉ quốc tế đầu tiên của ông, đã phát biểu tại Diễn đàn Kinh tế Thế giới ở Davos, Thụy Sĩ. Trong bài phát biểu của mình, ông đã đề cập đến các chủ đề quan trọng và các lĩnh vực khác nhau. Về môi trường, ông khẳng định rằng "chúng tôi là quốc gia bảo vệ môi trường nhất" và sứ mệnh của chính phủ "là thúc đẩy sự tương thích giữa bảo tồn môi trường và đa dạng sinh học với sự phát triển kinh tế cần thiết... đa dạng sinh học lớn nhất trên thế giới và sự giàu có về khoáng sản của chúng ta rất phong phú. " Đoạn trích trong bài phát biểu của ông đi ngược lại sự ngờ vực quốc tế về chính sách hiện hành của chính phủ đối với việc bảo vệ môi trường. Thống đốc mới mà ông tiếp quản vào năm 2019 đã bị chỉ trích gay gắt bởi các nhà môi trường, chủ yếu là vì những thay đổi mà ông thực hiện trong cấu trúc bảo tồn môi trường, những thay đổi được coi là tiêu cực trong chính sách môi trường.

### Con đập

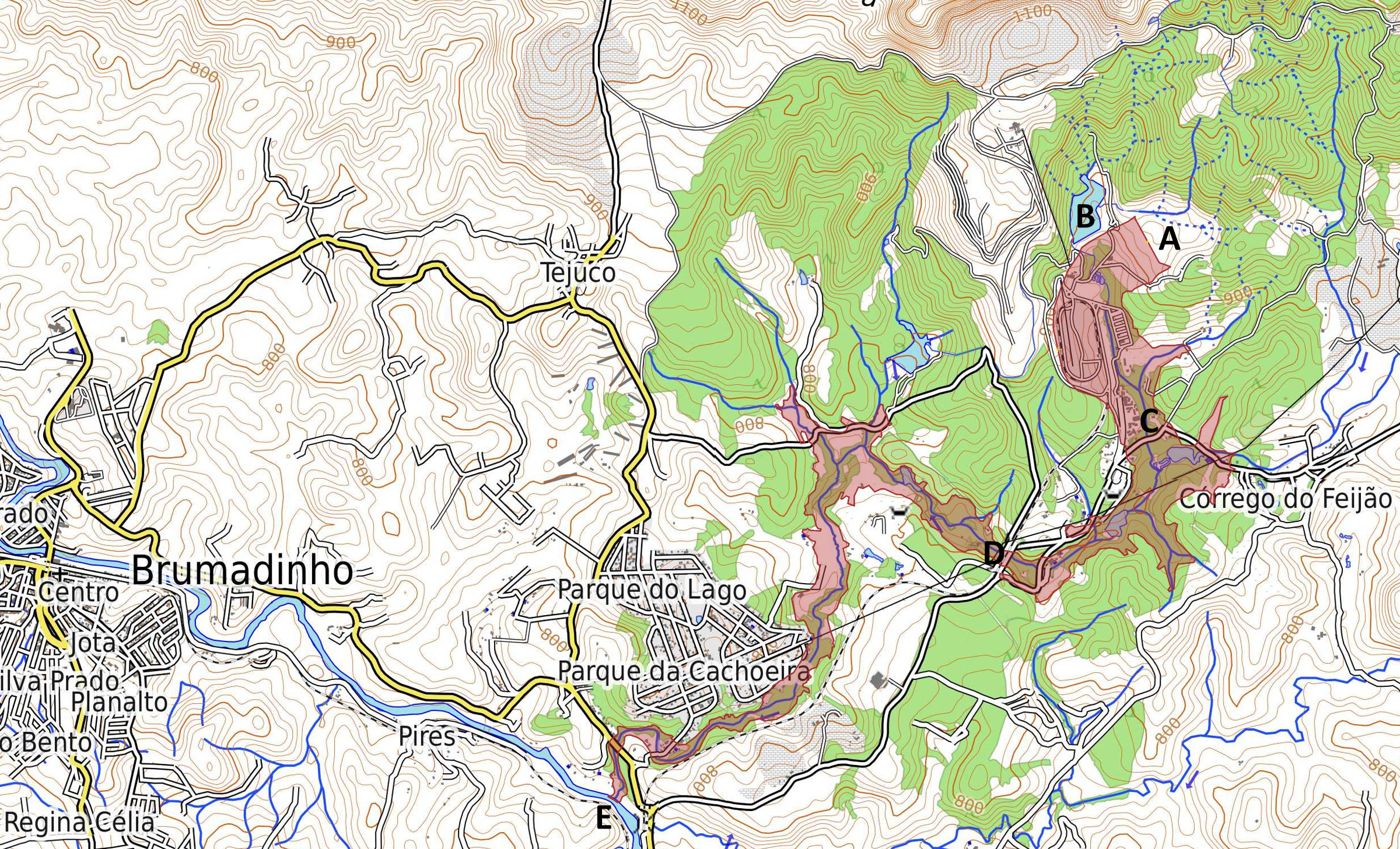
Con đường hủy diệt sau sự sụp đổ.

Theo Cơ quan Nước Quốc gia (ANA), 45 đập an toàn gần đây có nguy cơ cao ở nước này. Mỏ Beja Creek, nơi đặt 7 đập, đã sản xuất 8,5 triệu tấn quặng sắt vào năm 2018, tương đương với 2% sản lượng quặng sắt của Vale. Mỏ này là một phần của Khu liên hợp Paraopeba, năm 2018 đã sản xuất 27,3 triệu tấn, tương ứng với khoảng 7% sản lượng của Vale. Tổ hợp bao gồm 13 cấu trúc được sử dụng để xử lý chất thải, lưu giữ trầm tích, điều tiết dòng chảy và trừu tượng nước. Ngoài các con đập, Mỏ Córrego do Feijão còn có một số cấu trúc hành chính và hỗ trợ, như trung tâm hành chính, nhà máy tái chế và bảo trì, cũng như một nhà ga hàng hóa và một mạng lưới đường sắt nhỏ để xử lý quặng sắt.
Đập 1 của Córrego do Feijão được xây dựng vào năm 1976 bởi Ferteco Mineração (được mua lại bởi Vale năm 2001), và được mở rộng trong một số giai đoạn và bởi một số nhà thiết kế và nhà thầu. Do đó, đã có sự gia tăng liên tiếp, nghĩa là, một số công trình của các bước với chính các chất thải. Trong cơ quan đăng ký quốc gia của Cơ quan khai thác quốc gia (ANM) và theo Viện quản lý nước khai thác (IGAM), đập được đánh giá là một công trình nhỏ với rủi ro thấp và có phân loại thiệt hại tiềm năng cao, cao nhất lớp pháp luật, nghĩa là, gây ô nhiễm tiềm năng lớn, với khả năng thiệt hại cao, có thể gây thiệt hại về cuộc sống của con người và các tác động kinh tế, xã hội và môi trường. Trên hết, con đập này không có hợp đồng bảo hiểm, vì nó không hoạt động.
Theo luật, bắt buộc phải lắp đặt hệ thống cảnh báo âm thanh ở những khu vực có thể bị ảnh hưởng bởi vỡ đập, và có công nghệ dành cho còi báo động khẩn cấp được kích hoạt trong mọi trường hợp. Điều này phù hợp với Kế hoạch hành động khẩn cấp đối với các đập khai thác (PAEBM) mà công ty phải sở hữu và đưa vào thực tế. Năm 2010, Chính sách an toàn đập quốc gia đã xác định rằng các đập phải có Kế hoạch này, bao gồm, ít nhất là các cơ chế chiến lược và "phương tiện phổ biến và cảnh báo cho các cộng đồng có khả năng bị ảnh hưởng trong các tình huống khẩn cấp." Năm 2016, một luật tiểu bang của chính phủ Minas Gerais tuyên bố rằng, trong trường hợp hoạt động có thể khiến cuộc sống của con người gặp rủi ro nghiêm trọng, việc cấp phép môi trường phải có PAEBM bao gồm "hệ thống cảnh báo âm thanh hoặc giải pháp công nghệ hiệu quả hơn". Thông tin được cung cấp bởi Vale, cho đến nay, về hệ thống cảnh báo âm thanh là có tám còi báo động được lắp đặt xung quanh bộ phận vận hành địa phương, ngoài ra còn có một hệ thống giám sát video. Tuy nhiên, hệ thống chỉ được cài đặt vào năm 2018 và không bao giờ reo, không phải để thử nghiệm hay đào tạo., theo chính sách nội bộ của công ty, bảy con đập có mức cảnh báo trên thang điểm từ 1 đến 3, và vào tháng 10 năm 2018, lối thoát, được quy định trong PAEBM, đã được thực hiện và đào tạo nội bộ với nhân viên đã được thực hiện.
Một nghiên cứu được thực hiện bởi một kỹ sư địa kỹ thuật, người đã làm việc hơn 20 năm tại Vale đã chỉ ra khả năng hóa lỏng tại đập 1 của Mỏ Brumadinho. Luận án được bảo vệ vào năm 2010 bởi Washington Pirete da Silva tại Đại học Liên bang Ouro Preto (UFOP) đã kết luận rằng các chất thải có trong cấu trúc là các vật liệu có xu hướng thể hiện "khả năng nhạy cảm với các cơ chế hóa lỏng". Trong một tuyên bố, Bộ Môi trường và Phát triển bền vững báo cáo rằng sự phát triển ở Brumadinho đã được cấp phép hợp lệ. Đập 1 đã không nhận được chất thải từ năm 2014 và, theo công ty, kiểm tra thực địa mỗi hai tuần một lần. Vào tháng 12 năm 2018, Vale đã có được giấy phép tái sử dụng chất thải được xử lý trong con đập này (khoảng 11,7 triệu mét khối) và sau đó, đóng cửa các hoạt động dứt khoát.

## Thảm họa

### Sự sụp đổ

Hình ảnh vệ tinh của Brumadinho trước và sau khi vỡ đập.

Vụ việc xảy ra hơn ba năm sau khi tháo dỡ đập tailão Fundão ở thành phố Mariana, cũng thuộc bang Minas Gerais. Đập 1 tại cuộc chia tay đã hình thành những đợt sóng khổng lồ, tiến về phía ô tô, nhà cửa, cây cối, động vật và con người. Hình ảnh được chụp bởi các camera được lắp đặt tại địa điểm cho thấy khoảnh khắc vỡ và ước tính tốc độ của bùn đạt khoảng 80 km mỗi giờ, và khi các chất thải di chuyển, chúng bị mất nhịp. Các còi báo động an ninh, lẽ ra đã được kích hoạt để cảnh báo cho nhân viên và người dân, cuối cùng đã không đổ chuông. Tuy nhiên, trong trường hợp của Mỏ Feijão, do khoảng cách giữa đập 1, khu tái thiết và khu vực hành chính, ngay cả với còi báo động, rất khó để nhân viên của họ tự cứu mình. Còi báo động nằm trong khu vực của di sản da Cachoeira không bị ảnh hưởng bởi trận tuyết lở và vẫn còn nguyên vẹn tại địa điểm này.
Theo Sở cứu hỏa, 121 người chết và hơn 200 người mất tích. Vào thời điểm xảy ra sự cố, các công nhân đang ở trong khu vực hành chính của mỏ, nơi bị tấn công, cũng như một phần của cộng đồng Vila Ferteco, cả hai cách hạ lưu đập khoảng 1 km. Vào lúc 15:50, các chất thải rò rỉ từ Bean Bean đã đến sông Paraopeba. Cho đến 16:49 vào ngày xảy ra thảm họa, vẫn chưa có xác nhận nào về cái chết theo Sở cứu hỏa Minas Gerais. Vào lúc 17:07, một ước tính từ đội cứu hỏa đã chỉ ra 4 nạn nhân bị thương và 200 người mất tích.
Vào ngày 27 tháng 1, vào khoảng 5:30 sáng, còi báo động đã tuyên bố nguy cơ vi phạm đập 6 sau khi mức tăng của chúng được phát hiện. Khoảng 24.000 cư dân của Brumadinho đã được sơ tán, bao gồm các quận Parque da Cachoeira, Pires, Centro và Novo Progresso. Vì những rủi ro, việc tìm kiếm những người sống sót cần phải dừng lại. Sau khi đập vỡ, sáu quận của thành phố trong lưu vực Paraopeba đã đưa ra cảnh báo để giữ cho dân cư tránh xa lòng sông, vì mức độ có thể tăng lên với lượng bùn đã đạt tới.

### Chính quyền thành phố

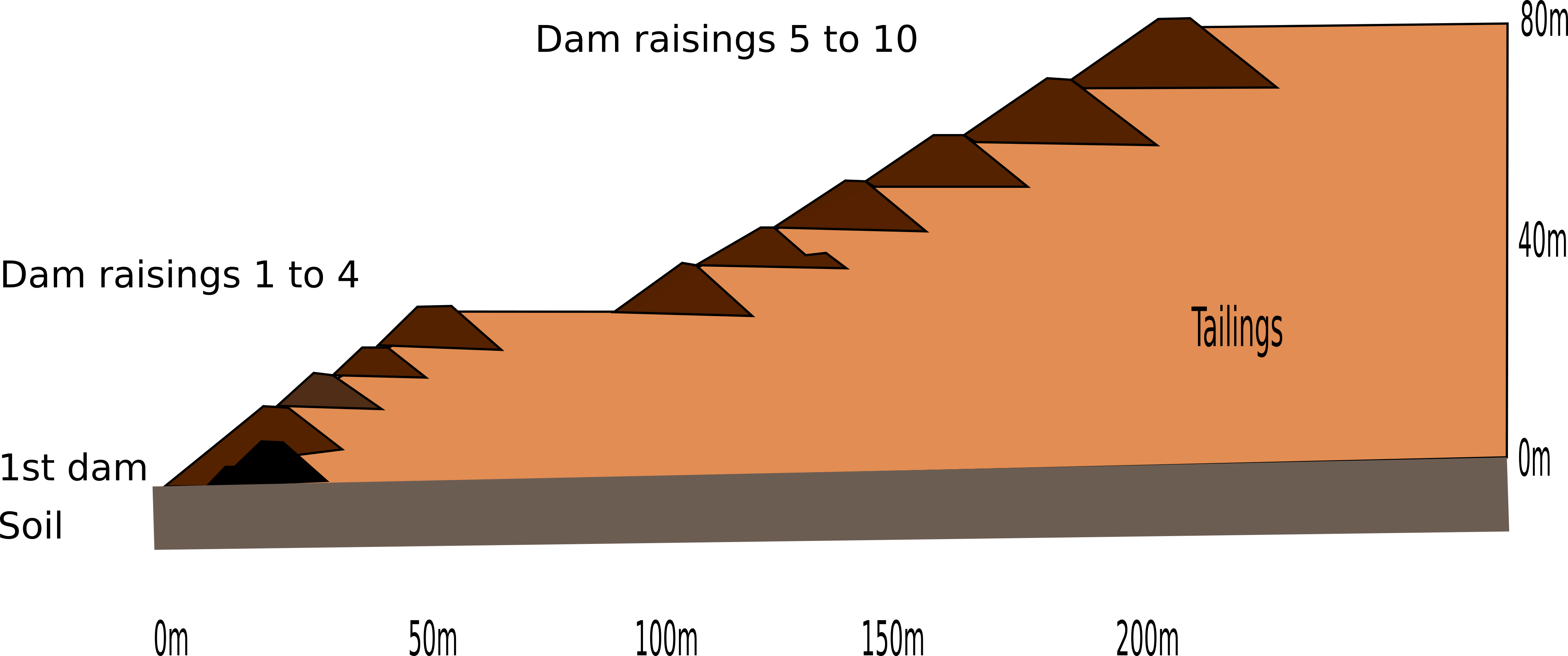
Mặt cắt ngang của đập bị phá hủy.

Thị trưởng của Brumadinho, Avimar de Melo Barcelos, nói rằng thành phố này không đổ lỗi cho thảm kịch này, rằng các giấy phép cho các hoạt động của Vale được chính quyền bang đưa ra và tòa thị chính chỉ đồng ý. "Vale có tội với mọi thứ. Nếu cô ấy bỏ qua thông tin cho chính quyền, hoặc giám sát là sai, đó là trách nhiệm của cô ấy. " Ông cũng sợ rằng thành phố sẽ không còn nhận được tiền bản quyền từ khai thác (CFEN). Brumadinho "sẽ không có cấu trúc để đáp ứng nhu cầu thiết yếu của đô thị". Con số đại diện cho khoảng một phần ba của bộ sưu tập. Barcelos nói rằng thành phố này dự định sẽ phạt 100 triệu reais cho công ty và đảm bảo rằng nó sẽ hoạt động để khiến người khai thác phải trả chi phí hỗ trợ gia đình nạn nhân và người vô gia cư. Thị trưởng ra sắc lệnh thương tiếc trong đô thị và ngoại trừ hệ thống y tế thành phố, tất cả các dịch vụ công cộng ở Brumadinho đều bị đình chỉ. Hội đồng thành phố tuyên bố có 765 nhân viên chăm sóc sức khỏe trong đô thị và 350 người khác được các thành phố lân cận cung cấp để chịu trách nhiệm duy trì các dịch vụ tại Đơn vị Chăm sóc Cấp cứu (PAU), phòng khám đa khoa và bệnh viện Brumadinho.
Hội đồng thành phố đã triệu tập các garis và những người đào mộ của thành phố để mở nhiều ngôi mộ trong đô thị. Khoảng 60 hố được mở ngay lập tức tại nghĩa trang của công ty Parque das Flores, trong khu phố Salgado Filho, với khả năng chôn cất tới 98 nạn nhân. Nghĩa trang, người trẻ nhất trong thành phố, nên được mở rộng hơn nữa theo kế hoạch của thành phố. Khoảng bảy nghĩa trang được đặt tại các làng nông thôn và ba nghĩa trang trong trụ sở chính của thành phố. Tuy nhiên, thành phố nói rằng họ không kiểm soát được tổng số ngôi mộ hiện có.
Phó Thị trưởng Leonidas Maciel cũng than thở về tình hình kịch tính ở đô thị, nơi phụ thuộc rất nhiều vào hoạt động khai thác, và báo cáo mối quan tâm của thị trưởng, chủ yếu là với số lượng lớn người mất tích, ngoài ra, báo cáo rằng tòa thị chính đang cung cấp tất cả các dịch vụ và hỗ trợ cần thiết cho nạn nhân, cũng như cung cấp trường học và tất cả các cơ sở hạ tầng địa phương để hỗ trợ cả hai nạn nhân, cả hai để chào đón các đội cứu hộ làm việc tại Brumadinho. Maciel cũng báo cáo rằng sông Águas Claras có nước trừu tượng để cung cấp cho trụ sở thành phố, đã không bị ảnh hưởng. Theo phó thị trưởng, dòng sông Paraopeba bị ảnh hưởng, có sự trừu tượng hóa nước trong đô thị để bổ sung cho việc cung cấp cho khu vực đô thị của Belo Horizonte.

## Tác động môi trường

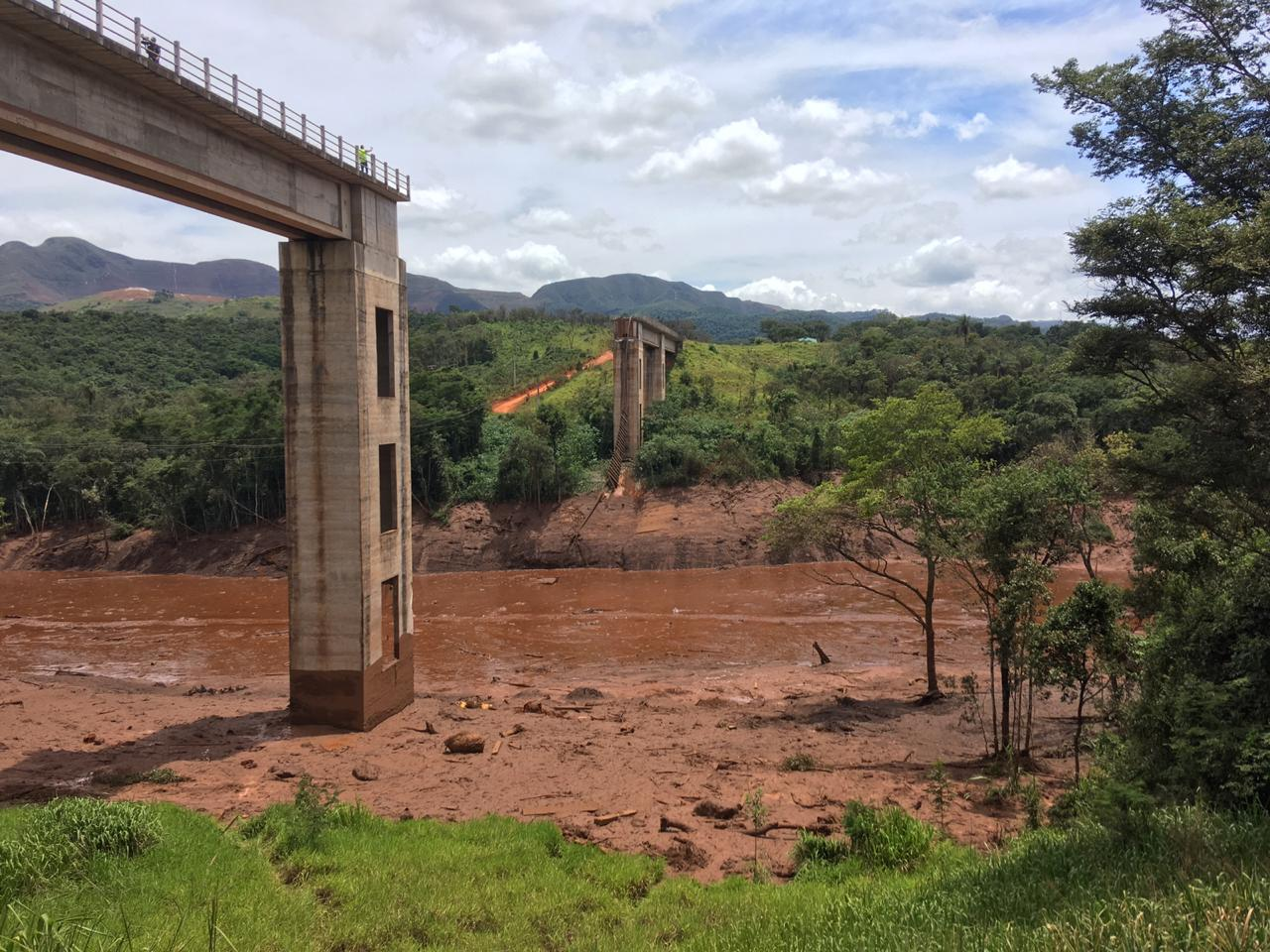
Thảm họa đập đã ảnh hưởng đến các dòng sông ở khu vực Brumadinho.

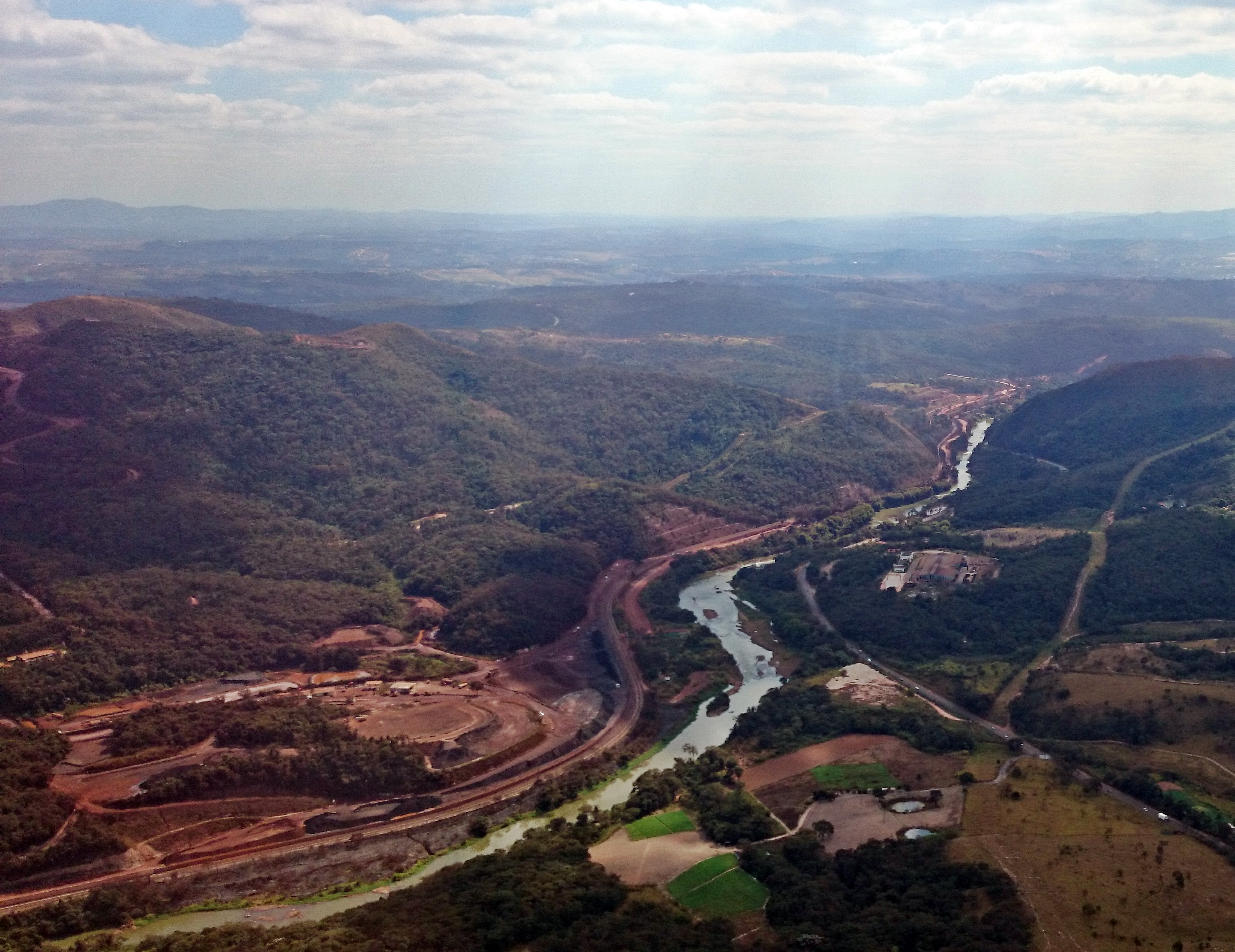
Rio Paraopeba ở Brumadinho năm 2014.

Brumadinho là một trong những đô thị nơi có một phần của đơn vị bảo tồn của Công viên bang Serra do Rola-Moça. Đập vỡ nằm trong vùng đệm của Công viên được tạo ra vào năm 1994 và mục tiêu của họ là bảo vệ sáu suối trong khu vực.
Việc vỡ đập đã giải phóng khoảng 12 triệu mét khối chất thải. "Chúng ta có tác động hóa học của các kim loại sắp lắng đọng, sẽ được tích hợp vào đất, đến đáy sông, và cuối cùng chúng ta sẽ tác động đến toàn bộ hệ sinh thái, đó là đặc điểm sinh học của chính hệ sinh thái, Antônio Eduardo Giasante, giáo sư kỹ thuật nước tại Đại học Mackenzie. Theo các nhà môi trường, dòng chất thải có thể đến sông São Francisco, ngoài Minas Gerais đi qua bốn tiểu bang khác của Brazil, nhưng trước tiên sẽ đi qua đập của hai nhà máy thủy điện: Retiro Baixo và Três Marias. Cơ quan nước quốc gia (ANA) đã báo cáo rằng bùn có thể gây ô nhiễm 300 km sông. Tổng thống xứ Wales Fabio Schvartsman nói rằng con đập đã không hoạt động kể từ năm 2015 và vật liệu không nên di chuyển quá nhiều. "Tôi tin rằng rủi ro môi trường, trong trường hợp này, sẽ thấp hơn nhiều so với Mariana," ông nói.
Maria Dalce Ricas, giám đốc điều hành của Hiệp hội bảo vệ môi trường khai thác mỏ (AMDA) cho biết: "Thiệt hại về môi trường chắc chắn là rất lớn do đặc điểm của khu vực. Bùn đang rơi xuống Serra dos Dois Irmãos, băng qua con đường nối liền với Belo Horizonte đến Brumadinho, theo hướng sông Paraopeba và theo hướng đó có rất nhiều Rừng Đại Tây Dương, rất nhiều động vật. Người ta chưa biết hậu quả của dòng sông vốn đã suy yếu, trong tình trạng tồi tệ, nhưng vẫn cung cấp nước cho một phần dân cư. Nó sẽ đến với bùn độc hại, vì vậy không ai có thể uống nước này và bộ sưu tập nước sẽ phải bị gián đoạn. "
Trong một ghi chú, Greenpeace Brazil cho biết: "Thảm họa mới này với đập quặng quặng, lần này là ở Brumadinho (MG), là hậu quả đáng buồn của bài học không được Nhà nước Brazil và các công ty khai thác với thảm kịch của đập Fundão, Samarco, ở Mariana (MG), cũng được kiểm soát bởi Vale, là một nguồn tài nguyên hữu hạn phải được khai thác một cách chiến lược và với một chế độ kiểm tra và cấp phép nghiêm ngặt. Các nhà lập pháp khăng khăng nới lỏng các quy tắc cấp phép môi trường, mà chúng tôi đã cảnh báo sẽ có nghĩa là tạo ra một 'nhà máy của Marianas'. Các trường hợp như thế này, do đó, không phải là tai nạn mà là tội phạm môi trường cần được điều tra, trừng phạt và sửa chữa. " Tổ chức SOS Mata Atlântica cũng than thở về những gì đã xảy ra: "Tất cả sự đoàn kết của chúng tôi với những người bị ảnh hưởng và cư dân của Brumadinho, trong lưu vực sông Paraopeba, tạo thành sông São Francisco." Chúng tôi sẽ theo dõi thảm kịch này chặt chẽ hơn. Những người có trách nhiệm không thể bị trừng phạt! " Malu Ribeiro, điều phối viên của SOS Mata Atlântica, nói rằng "ở Brazil có khoảng 230 con đập như thế này đại diện cho rủi ro môi trường xã hội. Đó là một quả bom hẹn giờ".
Số lượng động vật được giải cứu còn sống, cho đến ngày 30 tháng 1, tổng cộng là 57 con. Tất cả các động vật đang được gửi bởi các bác sĩ thú y, được điều phối bởi Hội đồng Thú y khu vực Minas Gerais, đến một trang trại trong khu vực nơi chúng nhận được sự chăm sóc cần thiết. Lữ đoàn động vật đã cứu được 27 con chó, 14 con chim, tám con gà, hai con gà trống, hai con gia súc, hai con vịt, một con mèo và một con rùa. Tình nguyện viên và các tổ chức phi chính phủ như Liên đoàn Nhân đạo Quốc tế giúp đỡ người lao động. Ngày trước khi động vật bị hy sinh gây ra nhiều sự kinh ngạc.
Cơ quan rủi ro môi trường S Bềnalytics, một trong những loại quan trọng nhất của loại hình này trên trường quốc tế, đã hạ cấp xuống ngay sau thảm họa, từ loại 4 xuống loại 5, "để phản ánh ngoại lệ của sự cố tràn dầu năm 2015 và 2019, tác động nghiêm trọng những sự cố tràn dầu này đã gây ra cho cộng đồng địa phương và môi trường. " Các loại là thấp nhất và chỉ ra rủi ro được coi là nghiêm trọng.

### Vale S.A.

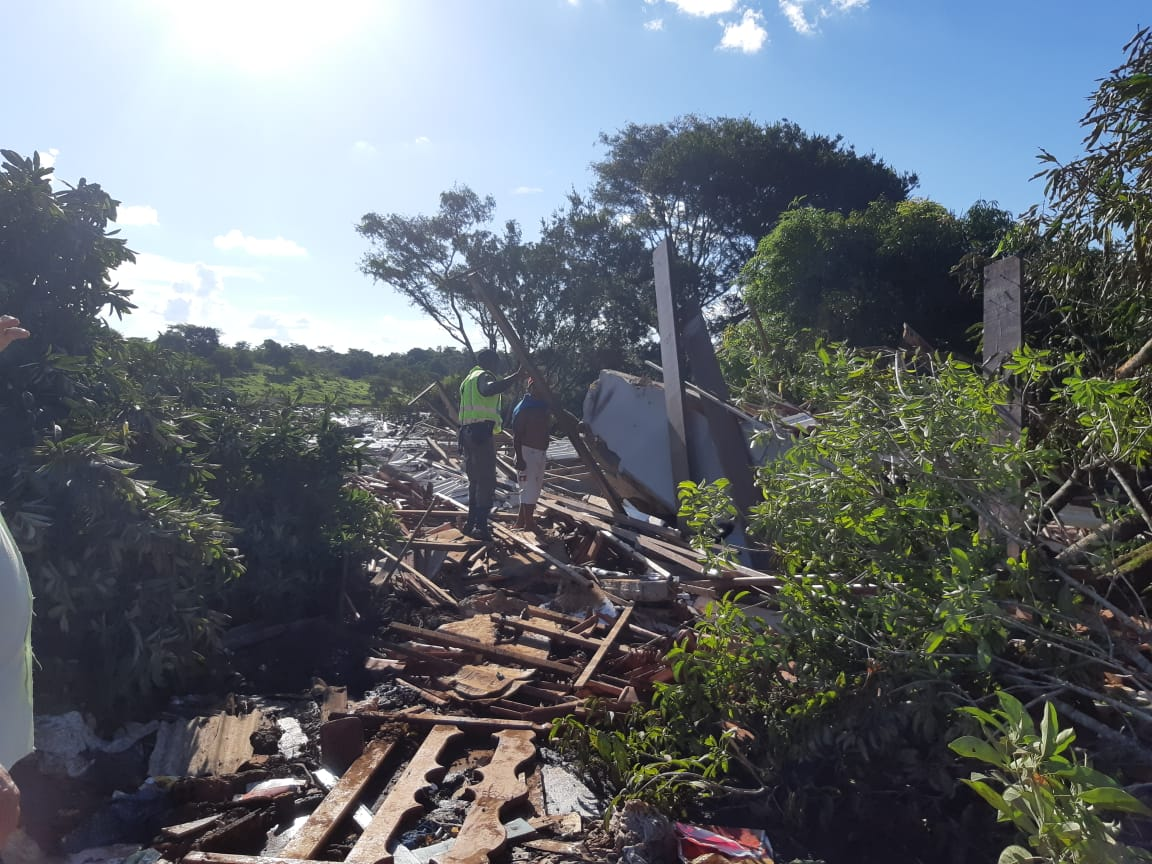
Ngôi nhà bị phá hủy ở Brumadinho sau vụ vỡ đập.

Sự sụp đổ ở Córrego do Feijão đã thay đổi toàn bộ lịch trình của tổ chức kinh doanh của Vale, ví dụ, hoãn công bố báo cáo tài chính trong quý IV năm 2018, cũng như hoãn ngày phát hành các báo cáo sản xuất và bán hàng khác.
Trong một tuyên bố, công ty tuyên bố rằng cựu Chủ tịch Tòa án Tối cao (STF) Ellen Gracie sẽ là điều phối viên của Ủy ban Tư vấn Đánh giá Độc lập Độc lập (CIAEA). Việc lựa chọn được thực hiện bởi công ty tư vấn Mỹ Korn Ferry, và cuộc hẹn đã được xác nhận bởi ban giám đốc của công ty. Công ty luật độc lập Skadden, có trụ sở tại Tòa nhà Condé Nast ở New York, đã được thuê để cung cấp lời khuyên và làm việc với một chuyên gia để đánh giá nguyên nhân của sự gián đoạn.
Chủ tịch của Vale tuyên bố rằng công ty sẽ ngừng hoạt động, trong mười nhà máy của công ty ở Brazil, các cấu trúc tương tự như đập bị vỡ tại Brumadinho, có thể làm giảm 40 triệu tấn sản xuất quặng sắt hàng năm của công ty, trong 10%.

### Quốc tế
Vụ tai nạn đã trở nên nổi bật trên báo chí quốc tế. Thảm kịch đã được báo cáo bởi các trang báo như US The New York Times và Washington Post, Argentines Clarin và La Nación, The Guardian của Anh, người Pháp Le Monde, mạng truyền hình Mỹ CNN và Televisa của Mexico.
Liên Hợp Quốc (LHQ) đã than thở về sự mất mát vô cùng của cuộc sống và thiệt hại đáng kể cho môi trường và hạt nhân nhà ở, và sẵn sàng giúp đỡ Brazil trong bất cứ điều gì cần thiết. Tổng thư ký António Guterres cho biết ông vô cùng đau buồn trước vụ việc. Chính phủ một số quốc gia cũng bày tỏ tình đoàn kết và gửi lời chia buồn chính thức tới Brazil, như Argentina, Bolivia, Canada, Chile, Colombia, Guatemala, Italy, Panama, Paraguay, Peru, Bồ Đào Nha, trong số những người khác. Liên minh châu Âu (EU) mô tả sự kiện này là một "thảm kịch về con người và môi trường" và cung cấp hỗ trợ kỹ thuật và nhân đạo bất cứ lúc nào nếu chính phủ Brazil yêu cầu. Họ cũng bày tỏ sự mất tinh thần và đoàn kết sâu sắc nhất, đồng thời thông báo rằng 28 quốc gia thành viên đã treo cờ của họ một nửa cột cờ liên quan đến tang chế.
Thủ tướng Israel Benjamin Netanyahu đã bày tỏ tình đoàn kết với chính phủ Brazil cũng như tuyên bố rằng chính phủ Israel đã gửi một nhiệm vụ để giúp tìm ra người mất tích. Yossi Shelley, đại sứ Israel tại Brazil, là một phần của nhiệm vụ của Israel. Đoàn gồm 130 thành viên, bao gồm các binh sĩ, sĩ quan, kỹ sư, bác sĩ và thậm chí các chuyên gia của đơn vị tàu ngầm của Hải quân Israel đã đến vào ngày 27 tháng 1. Vào ngày 31 tháng 1, các công trình đã được hoàn thành, họ đã để lại một số bản đồ cung cấp các ước tính về nơi có thể là thi thể của những người mất tích. Đây là nhiệm vụ đầu tiên của nhóm kể từ khi được Tổ chức tư vấn tìm kiếm cứu nạn quốc tế chứng nhận vào tháng 11 năm 2018. Tuy nhiên, báo chí địa phương nhớ lại rằng các nhiệm vụ của Israel đã hỗ trợ trong các thảm họa lớn như trận động đất ở Nepal năm 2015 và ở Mexico năm 2017.
Giáo hoàng Benedict, một nhà lãnh đạo thế giới của Giáo hội Công giáo La Mã và là người đứng đầu nhà nước Vatican, đã cầu nguyện và bày tỏ tình đoàn kết với các nạn nhân của vụ vỡ đập ở Brumadinho và nhớ lại tất cả những người đã thiệt mạng. "Đồng thời, tôi bày tỏ tình yêu và sự gần gũi về tinh thần với người thân của anh ấy và toàn bộ dân số của bang Minas Gerais."
Nữ hoàng Elizabeth II của Vương quốc Anh và Thống đốc tối cao của Giáo hội Anh, vào ngày 31 tháng 1, cùng với chồng của mình, Công tước xứ Edinburgh, đã gửi một thông điệp về nỗi buồn gửi đến Tổng thống Jair Bolsonaro. Trong tin nhắn này, Nữ hoàng Elizabeth II nói rằng bà và chồng đã "vô cùng đau buồn" khi biết tin vỡ đập ở Brumadinho và gửi lời chia buồn tới gia đình các nạn nhân và cũng than thở về sự tàn phá xảy ra ở Brumadinho. Thông điệp của ông kết thúc bằng câu sau: "Những suy nghĩ và lời cầu nguyện của chúng tôi dành cho tất cả những người mất người thân và những người có nhà bị ảnh hưởng". Giáo hội Anh giáo, cùng với các nhà quản lý đối tác, cho biết họ muốn an toàn hơn trong các đập và thăm dò khoáng sản. Các nhà quản lý quỹ với hơn 1 nghìn tỷ bảng tài sản được thúc đẩy để giám sát độc lập. Giáo hội Anh đã tuyên bố rằng họ đã bán cổ phần của mình tại Vale do thảm họa mới nhất của công ty, cũng như thu hồi các triển khai được Hội đồng quốc tế về khai thác và kim loại khuyến nghị) và khẳng định rằng Giáo hội được hợp nhất trong các nền tảng của BMO Global Asset Management, LGPS Central Limited (Chương trình hưu trí của chính quyền địa phương), Robeco (của ORIX Corporation) và các tổ chức khác.

## Quyền lập pháp

### Liên bang

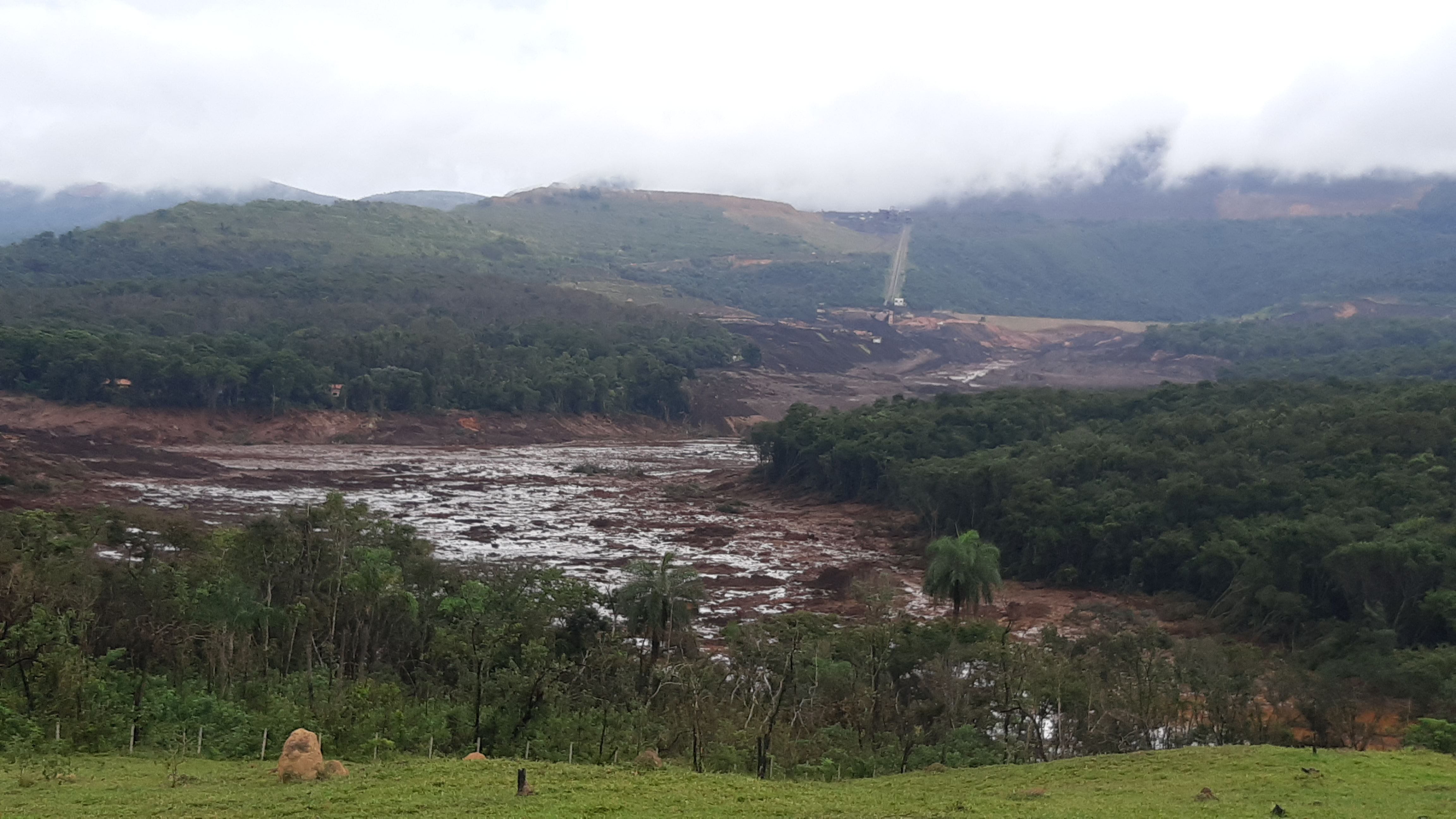
Khu vực bị tấn công bởi sự sụp đổ của đập.

Vài ngày sau khi đập vỡ, Phòng đại biểu đã thành lập một ủy ban bên ngoài để theo dõi các cuộc điều tra và diễn biến của sự kiện, nhóm gồm mười lăm thành viên được điều phối bởi Phó Zé Silva (SD). Vào ngày 4 tháng 2, một kiến nghị về việc mở Ủy ban điều tra quốc hội (CPI) đã được đệ trình trong Phòng bởi nữ nghị sĩ Joice Hasselmann (PSL), để có thể cài đặt CPI trong Phòng, số chữ ký tối thiểu phải là 171, theo Hasselmann, ứng dụng của ông có hơn 200 chữ ký, văn bản của tài liệu nói rằng "cuộc điều tra sẽ giới hạn trong tất cả các tình huống kỹ thuật và quản lý góp phần vào thảm kịch, xác định trách nhiệm và đánh giá các cách để giảm bớt nguy cơ xảy ra tai nạn mới ở đập ". Khả năng tạo ra CPI để điều tra vụ án cũng được đánh giá tại Thượng viện, theo Thượng nghị sĩ Otto Alencar (PSD), tác giả của bản kiến nghị, đã có một thỏa thuận để có được số chữ ký bắt buộc tối thiểu, là 27, con số chữ ký đã được ký ngày 31 tháng 2. yêu cầu tạo ra CPI đã được đệ trình tại Thượng viện vào ngày 7 tháng 2, tài liệu đã được Otto Allencar và Carlos Viana (PSD) gửi cho Tổng thư ký, mặc dù ban đầu có 31 chữ ký, tài liệu được gửi vào ngày hôm đó có 42

### Nhà nước

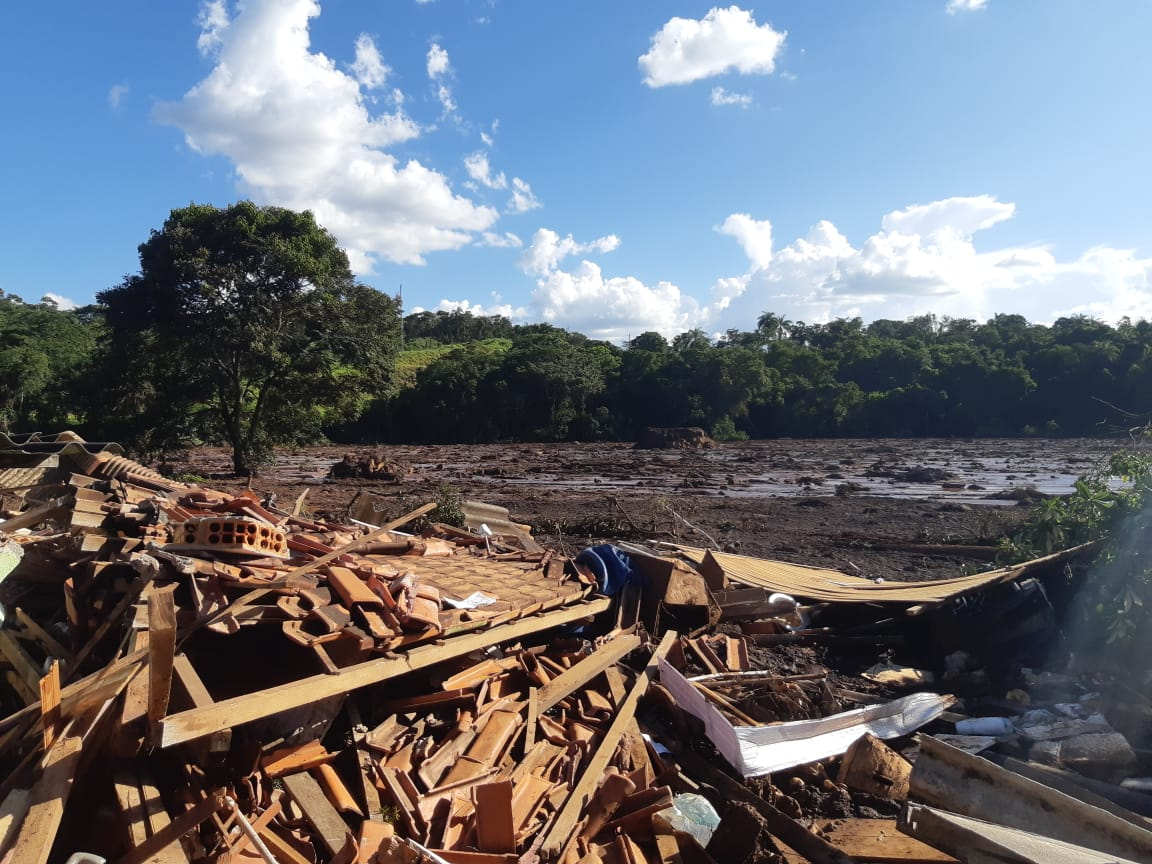
Sự hủy diệt liên quan đến sự vỡ của đập Vale S.A. ở Brumadinho.

Vào ngày 25 tháng 1, khi thảm họa xảy ra, Hội đồng lập pháp của Minas Gerais đã đưa ra một lưu ý chính thức nói rằng "rất hối hận về vụ vỡ đập của công ty khai thác mỏ ở Brumadinho" và tổng thống sẽ thành lập một "ủy ban đại biểu sự mở ra của thảm họa. " Vào ngày nhậm chức của các đại biểu bang được bầu vào năm 2018, có một phút im lặng dành riêng cho các nạn nhân. Vào ngày 4 tháng 2, ba đại biểu nhà nước đã đệ trình yêu cầu mở CPI để điều tra các yếu tố dẫn đến vỡ đập, để yêu cầu có thể được nộp. Số lượng chữ ký tối thiểu phải là 26 trên tổng số 77, một yêu cầu đã được đệ trình trước, đó là của Phó Trung sĩ Coleues (PTB), theo ông, đã có 65. Yêu cầu được hội đồng của Hội đồng xem xét và nếu được cài đặt, CPI sẽ có thời hạn 120 ngày để hoàn thành, và có thể được gia hạn thêm 60 ngày nữa.

## Ngành tư pháp

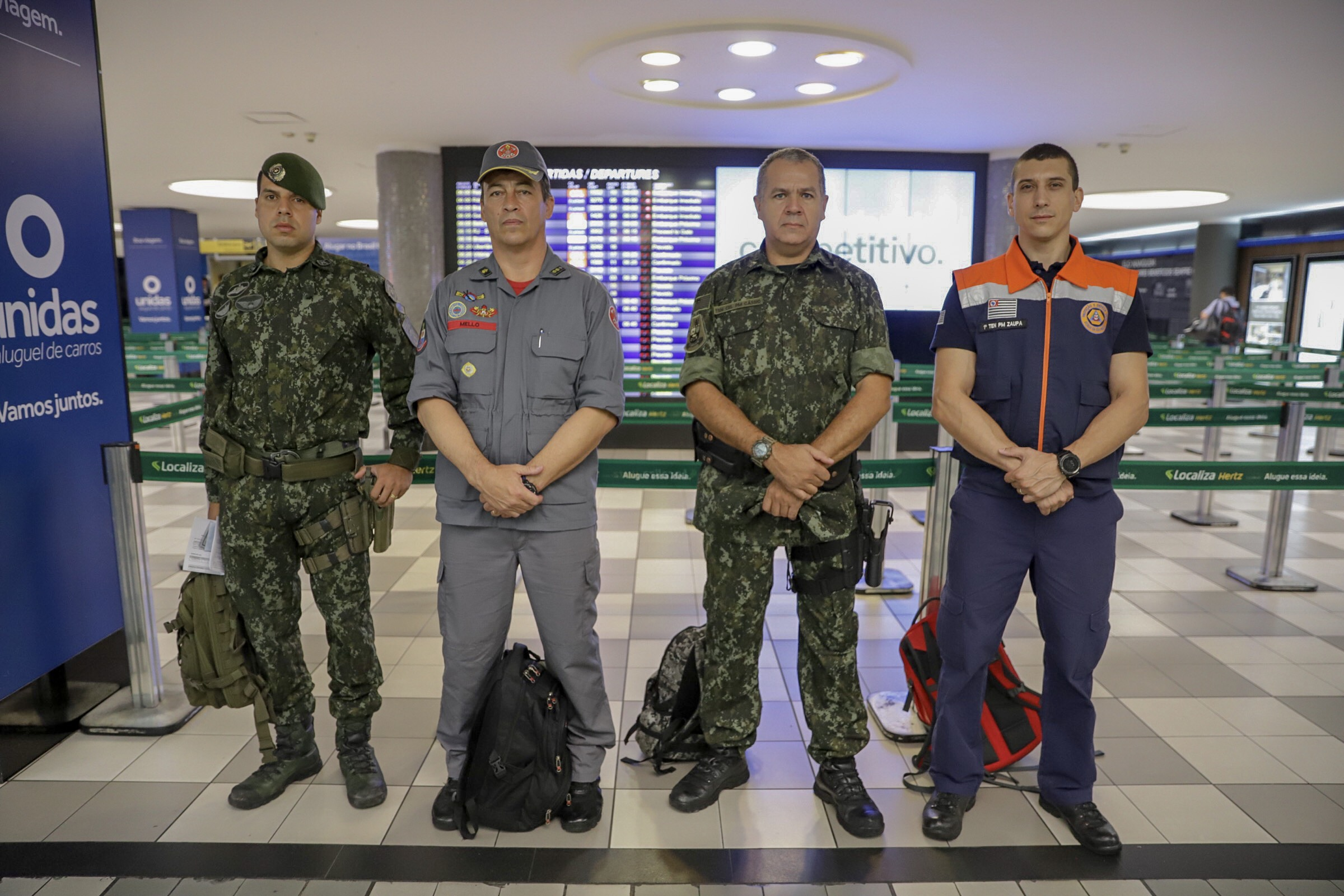
Phát thải của lính cứu hỏa, Nhóm hoạt động đặc biệt (GOE), cảnh sát môi trường và phòng thủ dân sự từ bang São Paulo đến Brumadinho để cung cấp hỗ trợ kỹ thuật.

Raquel Dodge, Tổng chưởng lý, nói trong một tuyên bố rằng "đó là một thảm kịch khác về con người và môi trường ảnh hưởng đến nhà nước và củng cố mối quan tâm của chúng tôi đối với các vấn đề nghiêm trọng và nghiêm trọng ở nước ta", và "nó cung cấp hỗ trợ đầy đủ của chính quyền để làm sáng tỏ thảm kịch và nhấn mạnh tầm quan trọng của hành động chung giữa các nghị sĩ tiểu bang và liên bang trong vụ án. " Tổng chưởng lý Minas Gerais đã đệ trình một biện pháp phòng ngừa đối với công ty khai thác mỏ ở quận Brumadinho, nơi họ đang yêu cầu chặn 5 tỷ reais vì "chi phí môi trường" sau khi vỡ đập. Trong một yêu cầu khác, Công lý của Minas Gerais đã ra lệnh chặn 1 tỷ reais khác trong tài khoản của Vale. Theo lệnh ban đầu của Thẩm phán Renan Chaves Carreira Machado, việc phong tỏa đáp ứng yêu cầu của chính quyền bang MG về "bảo vệ nạn nhân ngay lập tức và hiệu quả và giảm hậu quả" của thảm họa. Số tiền bị chặn phải được chuyển đến một tài khoản tòa án.
Thẩm phán Antônio Souza Prudente, của Tòa án khu vực liên bang khu vực 1, ở Minas Gerais, đã phân loại thảm kịch ở Brumadinho là kết quả của một loạt các hành động bất cẩn của khu vực tư nhân và Quyền lực công cộng. Theo thẩm phán, Brazil không giám sát các cấu trúc có thể gây ra tác động lớn đến môi trường và việc linh hoạt cấp phép có thể tạo ra nhiều thảm họa hơn nữa. Nó nói thêm rằng "tất cả những người gây thiệt hại cho môi trường nên bị phạt một cách văn minh và hình sự." Do đó, bằng cách điều tra và xác định những người chịu trách nhiệm, chẳng hạn như "doanh nhân điều hành các công ty khai thác mỏ và đại lý đã im lặng, đã cấp giấy phép và không yêu cầu giám sát... các công ty giao dịch với các doanh nghiệp này có nghĩa vụ phải biết Công ty có một cơ quan pháp lý có thẩm quyền để làm điều này và phải tôn trọng luật pháp, nếu không giấy phép sẽ bị săn lùng. "
Tòa án Liên bang Tối cao (STF) và Văn phòng Tổng chưởng lý (MP) tuyên bố vào ngày 31 tháng 1 rằng một đài thiên văn đã được thiết lập để theo dõi tình hình ở Brumadinho và các thảm kịch lớn khác trong tương lai. Nhóm này sẽ bao gồm các thành viên của Hội đồng Tư pháp Quốc gia (CNJ) và Hội đồng Công tố Quốc gia (CNMP).

## Tổ chức tôn giáo
Hội đồng Giám mục Quốc gia Brazil (CNBB) đã cử đại diện của mình theo dõi sát sao thảm họa, thực hiện các chiến dịch đoàn kết để giúp các nạn nhân và các thành viên của giáo phận chuẩn bị quần chúng. Đức Tổng Giám mục Belo Horizonte, Đức Walmor Oliveira de Azevedo, trong Thánh lễ thứ bảy được cử hành tại Nhà thờ São Sebastião ở Brumadinho, đã lên án sự tập trung của các nguồn lực của đất nước trong tay một số người và gọi việc phá vỡ con đập là "thảm kịch tội phạm".. Thời tiết cảnh giác và triều cống chiếm lấy thành phố. Hành vi đại kết đã được thực hiện.
Các tổ chức truyền giáo cũng đã phản ứng, như Công ước Baptist của Brazil, than thở về thảm kịch, buộc tội chính quyền và quan chức, và gửi các nhà truyền giáo để được giúp đỡ và hỗ trợ.

## Quyền hành pháp

### Chính phủ liên bang
Tổng thống Jair Bolsonaro quyết định huy động chính phủ liên bang tham gia vụ kiện cùng với chính phủ Minas Gerais và quận Brumadinho.
Bộ Y tế đã cung cấp cho Lực lượng Quốc gia của SUS. Các mỏ và bộ năng lượng (MME), Phát triển vùng (MDR) và Quốc phòng, cũng như Bộ Môi trường, cũng được kêu gọi để tích hợp các nỗ lực của nhà nước xung quanh vụ việc. Trong khi đó, Bộ Công dân đã quy định về việc phát hành và dự đoán các lợi ích xã hội cho người dân địa phương. Bộ trưởng Damares Alves thuộc Bộ Phụ nữ, Gia đình và Nhân quyền nói rằng "thời điểm hiện tại là hỗ trợ đầy đủ cho những người bị ảnh hưởng". Tổng chưởng lý của Liên minh, André Luiz de Almeida Mendonça, tuyên bố rằng một nhóm đã phân tích vụ việc cho các hành động có thể. Tình hình đã khiến nhiều đề xuất, ví dụ, Bộ trưởng Bộ Văn phòng An ninh Thể chế (GSI), Tướng Augusto Heleno, nói rằng chính phủ dự định tiến hành kiểm tra tại tất cả các con đập trong nước "có nguy cơ cao hơn".
Vào ngày 26 tháng 1, Bộ trưởng Môi trường Ricardo de Aquino Salles nói rằng Viện Tài nguyên Môi trường và Tái tạo Brazil (IBAMA) đã phạt công ty khai thác 250 triệu rea do vỡ đập với chất thải.
Vào ngày 28 tháng 10, Tổng thống đương nhiệm Hamilton Mourão đã bảo vệ cuộc điều tra để xác định và trừng phạt những người chịu trách nhiệm về thảm kịch này. Tạm thời chỉ huy Cung điện Planalto, ông tuyên bố rằng: "nếu có sự sơ suất, thiếu thận trọng hoặc sơ suất" của một người nào đó từ công ty khai thác, ông phải trả lời "tội phạm".
Cảnh sát Liên bang ban đầu đã cử một nhóm gồm 7 chuyên gia hình sự liên bang làm việc để nhận dạng nạn nhân, trong đó nhóm đến nơi vào ngày 26. Đồng thời, phần mềm hội nghị địa lý được phát triển bởi các chuyên gia hình sự liên bang đã được sử dụng để ước tính thiệt hại do vụ chia tay của đập.

## Hậu quả

### Tác động xã hội

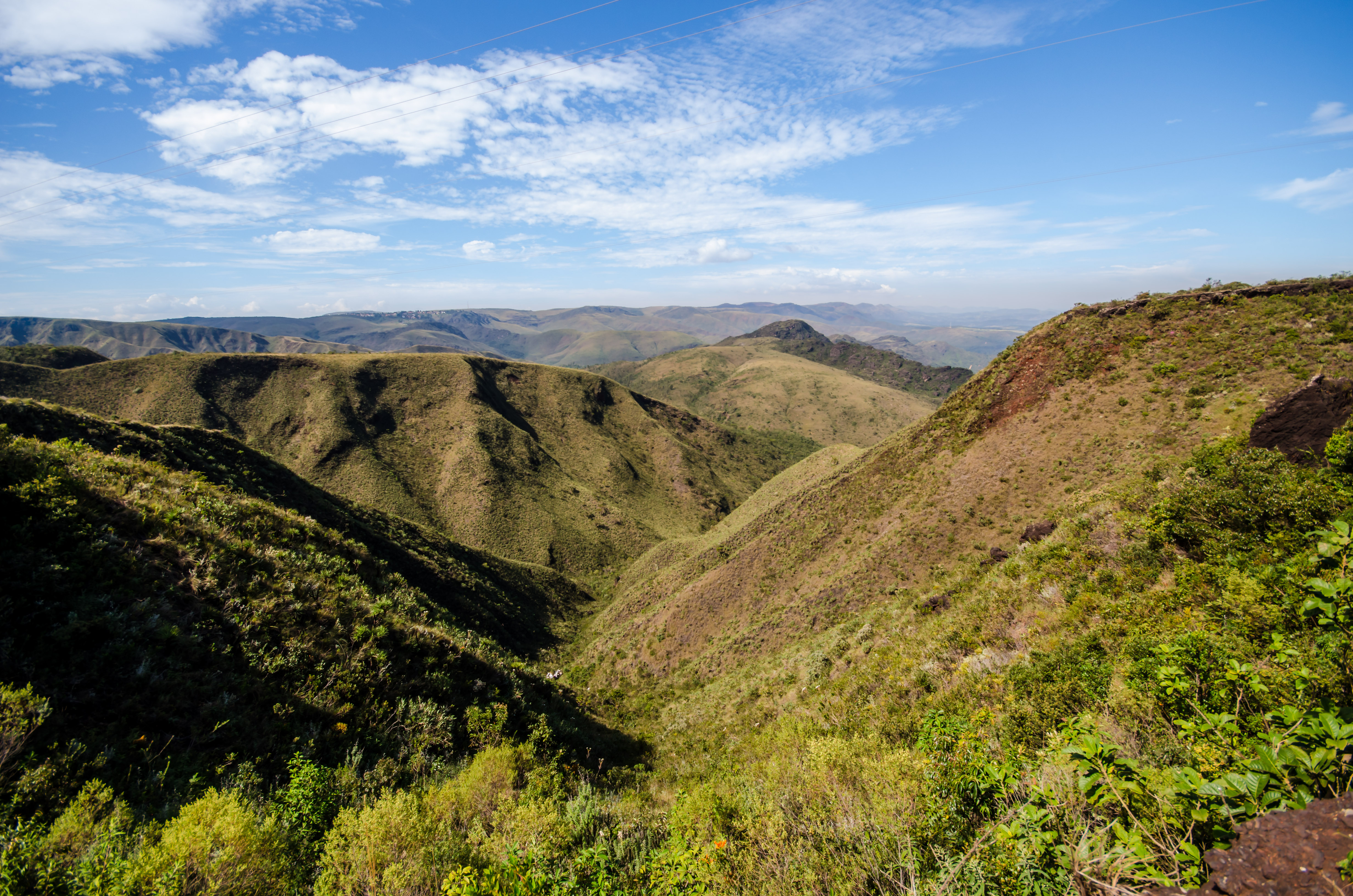
Công viên bang Serra do Rola-Moça năm 2016.

Ít nhất 157 người chết sau khi vỡ đập. Ban đầu 9 trường hợp tử vong được xác nhận vào ngày 25, tăng số nạn nhân mỗi giờ. Đến ngày 26, số nạn nhân đã lên tới 34, 81 người vô gia cư và 23 người bị thương, và đội ngũ nạn nhân đã vượt qua thảm kịch ở Mariana, khiến 19 người chết. Số người mất tích đã tăng từ 287 vào ngày 26 lên tới 305 vào đêm 27. Theo chính phủ Minas Gerais, có 365 người đã được giải cứu, 221 nhân viên của Vale và 145 người thuê ngoài. Khoảng 2 nghìn gia đình bị bỏ lại không có điện và khoảng 24 nghìn người đã được sơ tán ở Brumadinho. Tính đến chiều 29, trong số 84 nạn nhân, chỉ có 42 người được xác định. Vào ngày 30 tháng 1, 99 trường hợp tử vong đã được xác nhận, vào ngày 31 có 110 người chết, trong đó 71 người được xác định. Vào ngày 1 tháng 2, số người chết tăng lên 115 và số người được xác định vẫn giữ nguyên như ngày hôm trước, vào ngày 2, số người chết trở thành 121 và 94 người được xác định vào ngày 3 xác chết được đổi thành 107, vào ngày bốn con số này tăng lên 120 và số người chết tăng lên 134, vào ngày 7 số người chết trở thành 157 với 134 xác chết được xác định, vào ngày 10 tháng 2 số người chết tăng cho 165 và 156 thi thể đã được xác định. Thành phố Brumadinho có ít nhất 39520 cư dân và tất cả trong số họ cuối cùng đã bị ảnh hưởng trực tiếp.
Tại một cuộc họp báo, chủ tịch của Vale, Fabio Schvartsman, cho biết các quan chức của công ty chiếm phần lớn những người bị ảnh hưởng bởi sự gián đoạn của con đập. Trong một tuyên bố được đưa ra ngay sau khi sự gián đoạn, công ty báo cáo rằng các chất thải đã đến khu vực hành chính của công ty tại địa điểm này, được gọi là Mina Córrego do Feijão. Bùn cũng ảnh hưởng đến một phần của cộng đồng Vila Ferteco, gần đó. Cả hai đều cách trung tâm Brumadinho 18 km.
Ngoài nhân viên khai thác, những người sống trong cộng đồng là một trong những nạn nhân chết người, chủ yếu là người địa phương, chẳng hạn như luật sư, phó chủ tịch của OAB Brumadinho, giáo sư đại học và điều phối viên của khóa học luật, Sirlei de Brito Ribeiro, cũng là Thư ký Phát triển xã hội thành phố của Brumadinho và nhà hoạt động xã hội. Thậm chí, một trong những nguyên nhân mà Sirlei bảo vệ chính xác là chống lại hành động của những người khai thác. Luật sư cũng là Ủy viên của CODema - Hội đồng bảo vệ môi trường Brumadinho và Ủy viên dự khuyết của Hội đồng chính sách môi trường nhà nước Minas Gerais, hòa giải viên của Tòa án Công lý, và đã xuất bản các bài báo và bài báo trong các lĩnh vực của Luật quốc tế, Ngoại giao, Quan hệ Quốc tế và triết học của pháp luật. Nhà hoạt động được biết đến sau cái chết của cô vì cố gắng cứu một con chó trong vụ việc. Cũng là gia đình của các doanh nhân: Cleosane Coelho Mascarenhas, Márcio Mascarenhas và Márcio Coelho Barbosa Mascarenhas. Kiến trúc sư Luiz Taliberti Ribeiro da Silva với các tác phẩm được trao ở Úc, nơi ông sống với vị hôn thê của mình, ông Fernanda Damian de Almeida, người nằm trong số những người mất tích và đang mang thai được 5 tháng. Marcelle Porto Cangussu, nạn nhân đầu tiên được xác định.
Tại một chi nhánh đường sắt, ở vùng Córrego do Feijão, ba đầu máy xe lửa và 132 toa xe đã được chôn cất. Bốn người đường sắt đã được báo cáo mất tích. Sự từ chối cũng kéo và ném xuống hai cây cột của một cây phao và khoảng một trăm mét đường tàu. Bùn dày cũng đóng kín các con đường và đi vào sông Paraopeba, nơi cung cấp một phần ba Vùng đô thị Belo Horizonte. Vùng đầu nguồn của Paraopeba, có một nguồn nước bổ sung cho nguồn cung cấp Belo Horizonte, ngoài ra còn có khoảng 50 thành phố ở khu vực đô thị và khu vực lân cận.
Làng Pataxó Há-hã-hãe là một trong những ngôi làng phải sơ tán sau vụ phá vỡ và 25 gia đình sống ở làng Naô Xohã đã được đưa đến khu vực cao nhất của thành phố São Joaquim de Bicas, khu vực hành chính. cộng đồng. Brumadinho, São Joaquim de Bicas và Mário Campos tạo thành tập hợp các thành phố bị cắt bởi dòng sông Paraopeba. Theo cacique Háyó Pataxó Hã-hã-hãe, nước sông Paraopeba bắt đầu trải qua những thay đổi vào khoảng 4 giờ sáng. "Nước hôm qua trong vắt, nhưng hôm nay nó có màu đỏ sẫm. Đã có rất nhiều cá chết, trôi nổi, với miệng ra để cầu cứu. "Người Ấn Độ tổ chức các nghi lễ để cảm ơn sự thật rằng họ không bị bùn và xin lỗi vì bản chất của họ. Một nhà nghỉ nằm ở Brumadinho, thành phố Fazenda Nova Estância, đã không còn tồn tại và bị phá hủy hoàn toàn khi nó bị bùn của đập đập. Có 35 người ở đó, giữa khách và nhân viên, những người nằm trong số những người mất tích.